# Jászfelsőszentgyörgy
Jászfelsőszentgyörgy is een plaats (község) en gemeente in het Hongaarse comitaat Jász-Nagykun-Szolnok. Jászfelsőszentgyörgy telt 1821 inwoners (2001).